# Elia II bar Muqli
Elia bar Muqli (Mosul, ... – Baghdad, 14 ottobre 1131) è stato un vescovo cristiano orientale siro, metropolita di Erbil e Mosul e patriarca della Chiesa d'Oriente dal 1111 al 1131.

## Biografia
Nativo di Mosul, divenne metropolita di Erbil e Mosul nel 1092.
Alla morte del patriarca Makkikha I fu chiamato a succedergli; ricevette la consacrazione patriarcale il 16 aprile 1111. Secondo gli storici nestoriani, governò la sua Chiesa con equilibrio, secondo il diritto e la giustizia.  Morì il 14 ottobre 1131 e fu sepolto nella chiesa di Nostra Signora (al-Kursi) del quartiere di Dar al-Rum di Baghdad.